# تاراس پترینکو
تاراس پترینکو (اوکراینی: Тара́с Гарина́льдович Петрине́нко؛ زادهٔ ۱۰ مارس ۱۹۵۳) خوانندگی، موسیقی‌دان، تنظیم اهل اوکراین است. وی از سال ۱۹۶۹ میلادی تاکنون مشغول فعالیت بوده‌است.
وی همچنین برندهٔ جوایزی همچون جایزه ملی شوچنکو شده‌است.